# Rumonge
Rumonge è un comune del Burundi situato nella provincia di Rumonge con 145.074 abitanti (censimento 2008).

## Geografia antropica

### Suddivisioni amministrative
Il comune è suddiviso in 23 colline.